# Winthemia pollinosa
Winthemia pollinosa är en tvåvingeart som beskrevs av Thompson 1963. Winthemia pollinosa ingår i släktet Winthemia och familjen parasitflugor. Inga underarter finns listade i Catalogue of Life.